# Canton de Nice-2
Le canton de Nice-2 est une division administrative française, située dans le département des Alpes-Maritimes et la région Provence-Alpes-Côte d'Azur.
À la suite du redécoupage cantonal de 2014, les limites territoriales du canton sont remaniées.

## Histoire
- L'ancien canton de Nice-2 (1919 à 1940) était composé des bureaux suivants : Lunel, Mont-Boron, Le Port, Papon, Barin, Saint-Joseph, Risso, Pierre-Sola, Bischoffsheim, Saint-Roch, Bon-Voyage et La Trinité-Victor [3].

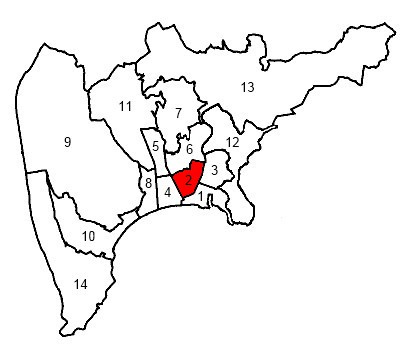
Situation du canton de Nice-2 dans la ville de Nice de 1985 à 2015.

- Le canton est créé par la loi du 7 février 1919 qui remplace les cantons de Nice-Est et Nice-Ouest par les cantons de Nice-1, Nice-2, Nice-3, Nice-4[4]. Il s'étend alors sur la « partie de la ville de Nice, située sur la rive gauche du Paillon en dehors du canton de Nice-1 et la commune de La Trinité-Victor[4]. » Ce territoire correspond donc à la partie est de la ville de Nice (rive gauche du Paillon) à l'exception du Vieux-Nice, et à la commune de La Trinité.

Ses limites sont revues par le décret du 19 janvier 1955 à l'occasion de la création des cantons de Nice-5 et Nice-6 qui le conduit à s'étendre sur un territoire plus restreint. Elles correspondent alors à « la partie de la ville de Nice limitée par : la place Masséna, du 7 au 15 ; arcades Galeries Lafayette, avenue de la Victoire, 2 au 22 (boulevard Dubouchage exclu, boulevard Carabacel exclu, place Jean-Moulin exclue), pont Barla, boulevard Risso, boulevard Jean-Baptiste-Vérany, du 2 au 18 ; voie ferrée Nice-Vintimille (jusqu’à la gare de Riquier), boulevard du Mont-Boron (n° 198 exclu, cité Fighiera), avenue Pierre-Navello incluse, avenue et chemin du Mont-Alban, avenue des Deux-Corniches et lotissement du Victoria Parck inclus, col de Villefranche, chemin du Vinaigrier - jusqu’à la propriété Beudin incluse, fort du Mont-Alban, forêt du Mont-Boron, suivre les limites de la commune et par l’escalier de verre, rejoindre le boulevard Maurice-Maeterlinck. » Ce territoire correspond donc au sud-est de la ville de Nice (hors Vieux-Nice et une partie du quartier du port, qui appartiennent à Nice-1), et englobe les quartiers de Carabacel, de Riquier, du mont Boron, et une partie des quartiers Jean-Médecin et du port.
Ses limites sont de nouveau révisées par le décret du 25 janvier 1982 lors de la création des cantons de Nice-12, Nice-13 et Nice-14. Elles sont alors les suivantes : « avenue Notre-Dame exclue de l'avenue Jean-Médecin jusqu'à la rue Lamartine, rue Lamartine incluse de l'avenue Notre-Dame à la rue Biscarra, rue Biscarra incluse, rue Lépante exclue, place Sasserno incluse, rue Provana-de-Leyni incluse, boulevard Dubouchage inclus jusqu’au boulevard Carabacel, boulevard Carabacel exclu, place Jean-Moulin exclue, boulevard Risso inclus jusqu'à la rue Barbéris, rue Barbéris incluse jusqu'à l’avenue de la République, avenue de la République exclue (partie de la rue Barbéris au boulevard Delfino), boulevard Delfino exclu, rue Soleau incluse
(limite château de Riquier exclue), rue Edouard-Fer incluse, place Max-Barel incluse, rue Barla incluse jusqu'à la rue Arson, rue Arson exclue de la rue Baria à la rue Fodéré, rue Fodéré
exclue, rue François-Guisol incluse de la rue Fodéré à la rue Cassini, rue Cassini exclue, place Garibaldi numéros impairs incluse, avenue Saint-Sébastien, boulevard Jean-Jaurès jusqu'à la place Masséna, place Masséna (partie Est), avenue Jean-Médecin numéros pairs jusqu'à l'avenue Notre-Dame. »
Le décret du 31 janvier 1985 revoit à nouveau les limites du canton. Il est désormais défini par « la limite territoriale des cantons de Nice-4 et Nice-6 (de l’avenue Félix-Faure à l’avenue du Maréchal-Lyautey) et par l’axe des voies ci-après : avenue du Maréchal-Lyautey, avenue Gallieni, avenue Saint-Jean-Baptiste et avenue Félix-Faure (jusqu’à la limite territoriale du canton de Nice-4). »
Par décret du 24 février 2014, le nombre de cantons du département est divisé par deux, avec mise en application aux élections départementales de mars 2015. Ce redécoupage cantonal de 2014 conserve le canton de Nice-2 mais remanie profondément ses limites puisqu'il est déplacé à l'ouest de la ville (voir Composition).

## Représentation

### Conseillers d'arrondissement de l'ancien canton de Nice-2 (de 1919 à 1940)
| Période                                  | Période | Identité                      | Étiquette | Qualité |
| ---------------------------------------- | ------- | ----------------------------- | --------- | --- |
| 1919                                     | 1928    | Joseph Paoli                  |           | Capitaine, Président du Conseil d'arrondissement                                                            |
| 1928                                     | 1934    | Georges Bramardi (1893-1973)  | RG        | Directeur de Nice Journal                                                                                   |
| 1934                                     | 1940    | Charles Blancardi (1865-1948) |           | Cultivateur, Président du Conseil d'arrondissement (1937-1940)                                              |
| 1940                                     |         |                               |           | Les conseils d'arrondissement ont été suspendus par la loi du 12 octobre 1940 et n'ont jamais été réactivés |
| Les données manquantes sont à compléter. |         |                               |           | |

### Conseillers généraux de l'ancien canton de Nice-2 (de 1919 à 2015)
| Période | Période          | Identité                          | Étiquette             | Qualité |
| ------- | ---------------- | --------------------------------- | --------------------- | --- |
| 1919    | 1928 (démission) | Gaston Arnulf                     | RG                    | Avocat à Nice Maire de La Trinité (1898-1919) |
| 1931    | 1934             | Gabriel Garibaldi (1895-1958)     | RG                    | Avocat au barreau de Nice |
| 1934    | 1940             | Hubert Toesca (1894-1976)         | RG                    | Docteur en médecine Maire de La Trinité Nommé conseiller départemental en 1943 |
|         |                  |                                   |                       | |
| 1945    | 1951             | Virgile Barel                     | PCF                   | Enseignant retraité Député (1936-1940 et 1945-1951) Président du Conseil Général (1945-1947)                                                                                            |
| 1951    | 1958             | Léon Teisseire                    | RPF puis RS           | Avocat Sénateur (1948-1959) Député (1958-1962) Premier adjoint au Maire de Nice (1947-1953) Elu en 1960 dans le Canton de Nice-6                                                        |
| 1958    | 1974 (décès)     | Joseph Robaut (1902-1974)         | MRP puis UNR puis UDR | Courtier en immeubles, Directeur Commercial chez Lamy-Trouvain puis entrepreneur en pompes funèbres Ancien Maire de Peillon (1929-1945) Suppléant du député Pierre Pasquini (1962-1967) |
| 1974    | 1994             | Gaston Robaut (fils du précédent) | RPR                   | Conseiller municipal de Nice, député suppléant de Charles Ehrmann (1978-1981) |
| 1994    | 2014 (démission) | Jean-Auguste Icart                | RPR puis UMP puis DVD | Chef d'entreprise à Nice |

### Conseillers départementaux depuis 2015
| Période élective | Période élective | Mandat    | Mandat                | Identité         | Nuance | Nuance | Qualité |
| ---------------- | ---------------- | --------- | --------------------- | ---------------- | ------ | ------ | --- |
| 2015             | 2021             | 2015      | en cours              | Bernard Asso     |        | LR     | Adjoint au maire de Nice jusqu'en 2020 Vice-président du département chargé des relations internationales, cinéma et sécurité |
| 2015             | 2021             | 2015      | juin 2016 (démission) | Marine Brenier   |        | LR     | Adjointe au maire de Nice Députée (2016-2022)                                                                                 |
| 2015             | 2021             | juin 2016 | 2021                  | Valérie Sergi    |        | LR     | Vigneronne à Nice, élue en 2021 dans le canton de Nice-1                                                                      |
| 2021             | 2028             | 2021      | en cours              | Bernard Asso     |        | EXD    | Vice-président du département chargé des relations internationales, cinéma et sécurité                                        |
| 2021             | 2028             | 2021      | en cours              | Françoise Monier |        | HOR    | Adjointe au maire de Nice |

## Composition
Depuis le redécoupage cantonal de 2014, entré en vigueur à l'occasion des élections départementales de 2015, le canton de Nice-2 se compose de la fraction de la commune de Nice « à l'ouest d'une ligne définie par l'axe des voies et limites suivantes : depuis le littoral, ligne droite prolongeant la rue Lenval, promenade des Anglais, avenue de Fabron, avenue Mont-Rabeau, avenue de la Vallière, allée des Lions, boulevard Edouard-Herriot, boulevard Carlone, avenue de la Bornala, vieux-chemin de Saint-Antoine (raccourci n° 1), route de Saint-Antoine, vieux-chemin de Saint-Antoine (raccourci n° 2), route de Saint-Antoine, vieux-chemin de Saint-Antoine (raccourci n° 4), ligne droite perpendiculaire à la route de Saint-Antoine tracée jusqu'au n° 19 de la route de Canta-Galet, route de Canta-Galet, ligne droite perpendiculaire à la route de Canta-Galet tracée jusqu'à l'extrémité de l'avenue Antoine-Galante, avenue Antoine-Galante, chemin des Collettes, chemin de la Gouletta, chemin du Vallon-Monari, ligne droite jusqu'à la route de Bellet, route de Bellet, avenue des Agaves, boulevard de la Madeleine, rue des Etoiles, chemin des Treuyes, route de Bellet, autoroute A 8, boulevard de la Madeleine, chemin du Génie, jusqu'à la limite territoriale de la commune de Colomars,. »
Ce territoire s'étend donc dans la partie ouest de Nice, sur une bande allant du littoral au nord de Nice, englobant principalement des quartiers collinaires. Il fait partie de la cinquième circonscription des Alpes-Maritimes.
| Nom                          | Code Insee | Intercommunalité           | Superficie (km2) | Population (dernière pop. légale)                 | Densité (hab./km2) | Modifier                                    |
| ---------------------------- | ---------- | -------------------------- | ---------------- | ------------------------------------------------- | ------------------ | ------------------------------------------- |
| Nice (bureau centralisateur) | 06088      | Métropole Nice Côte d'Azur | 71,92            | Fraction : 49 805 (2022) Commune : 353 701 (2022) | 4 918              | modifier les données · modifier les données |
| Canton de Nice-2             | 0616       |                            |                  | 49 805 (2022)                                     |                    | modifier les données                        |

## Démographie

### Démographie avant 2015
| 1962 | 1968 | 1975 | 1982 | 1990   | 1999   | 2006   | 2011   | 2012   |
| ---- | ---- | ---- | ---- | ------ | ------ | ------ | ------ | ------ |
| -    | -    | -    | -    | 20 068 | 19 774 | 20 831 | 19 514 | 19 111 |

### Démographie depuis 2015
En 2022, le canton comptait 49 805 habitants, en évolution de +5,71 % par rapport à 2016 (Alpes-Maritimes : +2,85 %, France hors Mayotte : +2,11 %).
| 2013   | 2018   | 2022   |
| ------ | ------ | ------ |
| 46 059 | 47 943 | 49 805 |

## Élections

### 2015
À l'issue du 1er tour des élections départementales de 2015, deux binômes sont en ballottage : Bernard Asso et Marine Brenier (Union de la Droite, 42,71 %) et Michel Brutti et Aulde Maisonneuve (FN, 36,89 %). Le taux de participation est de 45,52 % (14 140 votants sur 31 063 inscrits) contre 48,55 % au niveau départemental et 50,17 % au niveau national.
Au second tour, Bernard Asso et Marine Brenier (Union de la Droite) sont élus avec 61,51 % des suffrages exprimés et un taux de participation de 44,91 % (8 018 voix pour 13 949 votants et 31 061 inscrits).
| Candidats   | Candidats              | Partis      | Partis      | Premier tour | Premier tour | Second tour | Second tour |
| Candidats   | Candidats              | Partis      | Partis      | Voix         | %            | Voix        | %           |
| ----------- | ---------------------- | ----------- | ----------- | ------------ | ------------ | ----------- | ----------- |
| 2           | Bernard Asso           |             | UMP         | 5 833        | 42,71        | 8 018       | 61,51       |
| 2           | Marine Brenier         |             | UMP         | 5 833        | 42,71        | 8 018       | 61,51       |
| 1           | Michel Brutti          |             | FN          | 5 039        | 36,89        | 5 018       | 38,49       |
| 1           | Aulde Maisonneuve      |             | FN          | 5 039        | 36,89        | 5 018       | 38,49       |
| 3           | Mai-Anh Ngo            |             | DVG         | 2 197        | 16,09        |             |             |
| 3           | Jean-Christophe Picard |             | PRG         | 2 197        | 16,09        |             |             |
| 4           | Syphax Allek           |             | PG          | 589          | 4,31         |             |             |
| 4           | Brigitte Bocianowski   |             | PCF         | 589          | 4,31         |             |             |
|             |                        |             |             |              |              |             |             |
| Inscrits    | Inscrits               | Inscrits    | Inscrits    | 31 063       | 100,00       | 31 061      | 100,00      |
| Abstentions | Abstentions            | Abstentions | Abstentions | 16 923       | 54,48        | 17 112      | 55,09       |
| Votants     | Votants                | Votants     | Votants     | 14 140       | 45,52        | 13 949      | 44,91       |
| Blancs      | Blancs                 | Blancs      | Blancs      | 298          | 2,11         | 613         | 4,39        |
| Nuls        | Nuls                   | Nuls        | Nuls        | 184          | 1,3          | 300         | 2,15        |
| Exprimés    | Exprimés               | Exprimés    | Exprimés    | 13 658       | 96,59        | 13 036      | 93,45       |

### 2021
Le premier tour des élections départementales de 2021 est marqué par un très faible taux de participation (33,26 % au niveau national). Dans le canton de Nice-2, ce taux de participation est de 31,58 % (9 917 votants sur 31 399 inscrits) contre 34,55 % au niveau départemental. À l'issue de ce premier tour, deux binômes sont en ballotage : Bernard Asso et Françoise Monier (Union à droite, 42,9 %) et Christophe Daubenton et Valérie Delpech (RN, 37,23 %).
| Candidats                | Candidats                | Partis                   | Premier tour | Premier tour | Second tour | Second tour |
| Candidats                | Candidats                | Partis                   | Voix         | %            | Voix        | %           |
| ------------------------ | ------------------------ | ------------------------ | ------------ | ------------ | ----------- | ----------- |
|                          | Bernard Asso             | LR                       | 4 081        | 42,90        | 6 691       | 62,09       |
|                          | Françoise Monier         | LR                       | 4 081        | 42,90        | 6 691       | 62,09       |
|                          | Christophe Daubenton     | RN                       | 3 541        | 37,23        | 4 085       | 37,91       |
|                          | Valérie Delpech          | RN                       | 3 541        | 37,23        | 4 085       | 37,91       |
|                          | Jacqueline Devier        | PS                       | 1 890        | 19,87        |             |             |
|                          | Christian Razeau         | MHAN                     | 1 890        | 19,87        |             |             |
|                          |                          |                          |              |              |             |             |
| Suffrages exprimés       | Suffrages exprimés       | Suffrages exprimés       | 9 512        | 95,92        | 10 776      | 94,06       |
| Votes blancs             | Votes blancs             | Votes blancs             | 232          | 2,34         | 401         | 3,50        |
| Votes nuls               | Votes nuls               | Votes nuls               | 173          | 1,74         | 280         | 2,44        |
| Total                    | Total                    | Total                    | 9 917        | 100          | 11 457      | 100         |
| Abstention               | Abstention               | Abstention               | 21 482       | 68,42        | 19 932      | 63,50       |
| Inscrits / participation | Inscrits / participation | Inscrits / participation | 31 399       | 31,58        | 31 389      | 36,50       |